# Bombus jonellus
Bombus jonellus là một loài ong trong họ Apidae. Loài này được Kirby miêu tả khoa học đầu tiên năm 1802.